# Blauet nan de Margarete
El blauet nan de Margarete (Ceyx lepidus margarethae) és una espècie d'ocell de la família dels alcedínids (Alcedinidae) que habita les illes centrals i meridionals de les Filipines. Ha estat considerat una subespècie de Ceyx lepidus.